# كأس العالم للتسلق
كأس العالم للتسلق (بالإنجليزية: IFSC Climbing World Cup) عبارة عن سلسلة من أحداث التسلق التنافسية التي تقام على مدار العام في مواقع مختلفة حول العالم، ويُنظمها الاتحاد الدولي لرياضة التسلق. يختلف عدد الأحداث من سنة لأخرى، ويتم تحديد الفائزين بناءً على النقاط المتراكمة خلال العام.
في 1989، أقيمت بطولة كأس العالم الأولى، وشملت فقط فعاليات التسلق التنافسية الرئيسية. تم تقديم رياضة التسلق السريع في 1998، والبولدرنق في 1999. لمدة 18 موسمًا، من عام 1989 إلى 2006، أقيمت بطولات كأس العالم تحت رعاية المجلس الدولي للتسلق التنافسي. منذ عام 2007، تم عقدها تحت رعاية الاتحاد الدولي لرياضة التسلق.

## أهلية الرياضي
لكل دولة حصة أساسية من لاعبيَن رياضيَين اثنين لكل جنس، ولكل تخصص في كل حدث، بالإضافة إلى حصة متغيرة تصل إلى أربعة رياضيين، وبحد أقصى ستة رياضيين لكل جنس، ولكل تخصص في كل حدث. قبل عام 2015، كان أي رياضي مصنف ضمن العشرة الأوائل مضمونًا له مكان ولم يكن يُحتسب من الحصة.